# Lac San Pablo
Pour les articles homonymes, voir San Pablo.
Le lac San Pablo, appelé Imbacocha ou Impakucha en kichwa est un lac de montagne situé à 2660 mètres d'altitude, près d'Otavalo, en Équateur. D'une superficie de 6,7 km2, pour une profondeur maximale de 35 m, c'est le deuxième lac du pays par sa superficie. Son principal affluent est le Río Itambi. Le lac San Pablo possède une forte importance symbolique pour les indiens Otavalos.